# 陈厥祥
陈厥祥（英語：Tan Khuat Siong，1900年—1965年），福建同安集美人，生于新加坡，原香港集友银行总经理。著名华人企业家陈嘉庚次子。

## 生平
陈厥祥出生于海峡殖民地新加坡，早年曾就读于新加坡道南学校。1923年起主持陈嘉庚树胶制造厂。1941年，因日军攻占马来亚而赴英属印度加尔各答避难。後來移居中国福建省战时省会永安市。1943年，出任集美学校校董会董事。1947年移居英属香港，同年参与创办了集友银行并出任常务董事兼总经理。同年12月，陈厥祥乘万福士轮从香港赴厦门期间在广东惠阳稔山海上被海盗绑架。经李济深协助，最终在陈嘉庚支付十万港元赎金后，陈厥祥于1948年4月获释回到香港。1955年，赴新加坡与友人一同创办新加坡银行。1963年，他编撰的《集美志》出版。

## 家庭
陈厥祥与其妻王素虹育有一子一女。其女陈佩贞于1953年嫁给新加坡医生胡载坤之子胡赐明。其子陈克承于1963年娶香港慈善家黄允畋之女黄淑治。